# Indice de Breidbart
Pour les articles homonymes, voir Breitbart.
L'Indice de Breidbart (Breidbart Index en anglais) ou BI, est l'unité de mesure destinée à quantifier le degré de nocivité des messages diffusés sur les newsgroup Usenet, qu'il s'agisse :
- de "publication multiple abusive" (Excessive MultiPosting en anglais) ou EMP
- de "publication croisée excessive" (Excessive Cross-Posting en anglais) ou ECP.

Pour calculer le BI, on fait la somme :
- du nombre de forums dans lesquels l'article a fait l'objet d'une publication multiple (multiposting) ;
- des racines carrées des nombres de forums dans lesquels l'article a fait l'objet d'une publication croisée (cross-posting).

Exemple :
- Article "crossposté" dans 9 groupes : BI=3
- Article "multiposté" dans 6 groupes : BI=6
- Article "crossposté" dans 4 groupes d'une part et 9 groupes d'autre part : BI=2+3=5

Si le BI d'un article est supérieur ou égal à une certaine valeur (généralement 20, ou 4 sur la hiérarchie fr qui est moins étendue) dans un délai de 45 jours sur le Big 8 ou 30 sur la hiérarchie fr, cet article est annulable sans préavis par des tiers. Dans la hiérarchie fr, il n'y a pas de consensus sur les règles qui doivent être retenues lorsqu'un article est crossposté et/ou multiposté dans plusieurs hiérarchies dans lesquelles le traitement des spams est régi par des règles distinctes, ce qui induit les comportements suivants :
1. Si le BI dépasse 20 au total l'ensemble des occurrences est annulé, la règle du BI>20 sur 45 jours glissants étant universellement acceptée.
2. Si le BI dépasse 4 sur la hiérarchie fr sans dépasser 20 au total, seuls les messages sur la hiérarchie devraient être annulés.
3. Enfin si le BI dépasse 4 au total sans dépasser 4 sur la hiérarchie fr le consensus ne permet pas l'annulation.